# Turdoides
Turdoides es un género de aves paseriformes de la familia Leiothrichidae. Contiene 30 especies distribuidas en toda África y el sur de Asia. Son pájaros bastante grandes, de cola larga, que suelen alimentarse en grupos ruidosos. La mayoría de las especies tienen plumajes discretos de colores pardos o pardo grisáceos.

## Especies
Se reconocen las siguientes especies:
- Turdoides nipalensis - Turdoide nepalés;
- Turdoides altirostris - Turdoide iraquí;
- Turdoides caudata - Turdoide indio;
- Turdoides huttoni - Turdoide afgano;
- Turdoides earlei - Turdoide de Earle;
- Turdoides gularis - Turdoide gorjiblanco;
- Turdoides longirostris - Turdoide picofino;
- Turdoides malcolmi - Turdoide gris;
- Turdoides squamiceps - Turdoide árabe;
- Turdoides fulva - Turdoide rojizo;
- Turdoides aylmeri - Turdoide de Aylmer;
- Turdoides rubiginosa - Turdoide herrumbroso;
- Turdoides subrufa - Turdoide rufo;
- Turdoides striata - Turdoide matorralero;
- Turdoides rufescens - Turdoide cingalés;
- Turdoides affinis - Turdoide piquigualdo;
- Turdoides melanops - Turdoide enmascarado;
- Turdoides sharpei - Turdoide de Sharpe;
- Turdoides tenebrosa - Turdoide sombrío;
- Turdoides reinwardtii - Turdoide cabecinegro;
- Turdoides plebejus - Turdoide pardo;
- Turdoides leucocephala - Turdoide cabeciblanco;
- Turdoides jardineii - Turdoide de Jardine;
- Turdoides squamulata - Turdoide escamado;
- Turdoides leucopygia - Turdoide culiblanco;
- Turdoides hartlaubii - Turdoide de Hartlaub;
- Turdoides hindei - Turdoide de Hinde;
- Turdoides hypoleuca - Turdoide pío;
- Turdoides bicolor - Turdoide bicolor;
- Turdoides gymnogenys - Turdoide caricalvo.